# Найменший
«Найменший» — мультфільм 2006 року.

## Сюжет
Маленькі діти завжди відкриті назустріч світу і можуть перетворити навіть буденну ситуацію в захоплюючу пригоду. Так і наш герой, сидячи у себе в кімнаті, грає в різні ігри, і нібито сам стає учасником вигаданих подій, яскраво переживаючи кожен сюжетний поворот.